# 하구둑

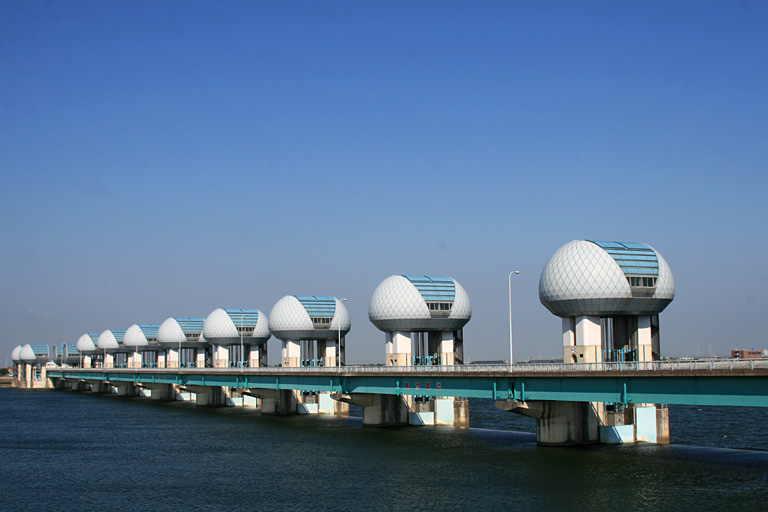
일본 나가라강 하구언

하구둑 또는 하구언(河口堰)은 강물이 바다로 흘러 들어가는 하구의 넓이와 수심을 일정하게 유지하려 하거나 바닷물이 침입하는 것을 막기 위하여 하구 부근에 쌓은 댐으로 대한민국의 금강, 영산강, 낙동강 등의 강에는 황해와 남해의 큰 조수간만의 차이로 인한 바닷물의 역류로 발생하는 염해를 방지하기 위해 하구둑이 건설되었다. 한강은 황해로 흘러들어가지만, 하구가 조선민주주의인민공화국과 접해 있기 때문에 하구둑이 설치되어 있지 않다. 대신 신곡보와 잠실보를 건설해 한강 유역의 염해를 방지하고 있다.

## 같이 보기
- 낙동강하구둑
- 영산강하구둑
- 금강하구둑
- 감조 하천
- 염해